# Saint-Parize-le-Châtel
Saint-Parize-le-Châtel település Franciaországban, Nièvre megyében. Lakosainak száma 1216 fő (2022. január 1.). Saint-Parize-le-Châtel Magny-Cours, Saint-Pierre-le-Moûtier, Azy-le-Vif, Chevenon, Langeron, Luthenay-Uxeloup és Mars-sur-Allier községekkel határos.

## Népesség
A település népessége az elmúlt években az alábbi módon változott:
| Lakosok száma | 1306 | 1330 | 1363 | 1301 | 1274 | 1246 | 1242 | 1225 | 1216 |
|               | 2013 | 2015 | 2016 | 2017 | 2018 | 2019 | 2020 | 2021 | 2022 |